# سركيس سركيسيان
سركيس سركيسيان (بالأرمنية: Սարգիս Սարգսյան) مواليد 3 يونيو 1973 في يريفان، هو لاعب كرة مضرب أرمني سابق بدأ مسيرته كمحترف سنة 1995 وكان يلعب باليد اليمنى، اعتزل اللعب في 2006. أعلى تصنيف له في الفردي كان المركز الـ 38 في سنة 2004. سبق أن شارك في دورة الألعاب الأولمبية الصيفية.

## الخط الزمني للأداء
مفتاح
| ف | ن | ن.ن | ر.ن | د# | د.م | ل | أ.أ | ت | غ | ب | ف | ذ | م.خ | ل.ت |

(ف) فاز بالبطولة (ن) وصل النهائي (ن.ن) نصف النهائي (ر.ن) ربع النهائي (د#) الأدوار الأربعة الأولى (د.م) دور المجموعات (ل) شارك في كأس ديفيز (أ.أ) خرج من الأدوار الاولى (ت) خسر التصفيات التأهيلية (غ) غاب عن الحدث أو البطولة (ب) حصل على ميدالية برونزية (ف) حصل على ميدالية فضية (ذ) حصل على ميدالية ذهبية (م.خ) بطولة الماسترز خُفضت إلى مرتبة أقل (ل.ت) البطولة لم تعقد في السنة المعينة.
لتجنب الارتباك وازدواجية الحساب، يتم تحديث هذه المعلومات إما في نهاية البطولة، أو عندما تكون مشاركة اللاعب في البطولة قد انتهت.

### الفردي
| الدورة                        | 1995 | 1997 | 1998 | 1999 | 2000 | 2001 | 2002 | 2003 | 2004 | 2005   | م.ف   | ف-خ  |
| ----------------------------- | ---- | ---- | ---- | ---- | ---- | ---- | ---- | ---- | ---- | ------ | ----- | ---- |
| دورات الجراند سلام            |      |      |      |      |      |      |      |      |      |        |       |      |
| بطولة أستراليا المفتوحة للتنس | غ    | د2   | د1   | د2   | د1   | د2   | د1   | د4   | د2   | د2     | 0 / 9 | 8–9  |
| دورة رولان غاروس الدولية      | غ    | د1   | د3   | د3   | د3   | د2   | د1   | د2   | د1   | د1     | 0 / 9 | 8–9  |
| بطولة ويمبلدون                | غ    | د2   | د2   | د1   | د1   | د3   | د2   | د3   | د2   | د1     | 0 / 9 | 8–9  |
| أمريكا المفتوحة               | د3   | د3   | د1   | د1   | د1   | غ    | د3   | د2   | د4   | غ      | 0 / 8 | 10–8 |
| فوز-خسارة                     | 2–1  | 4–4  | 3–4  | 2–4  | 4–3  | 3–4  | 7–4  | 5–4  | 1–3  | 0 / 36 | 31–35 |      |

## روابط خارجية
- سركيس سركيسيان على موقع رابطة محترفي التنس (الإنجليزية)
- سركيس سركيسيان على موقع الاتحاد الدولي لكرة المضرب (الإنجليزية)
- سركيس سركيسيان على موقع كأس ديفيز (الإنجليزية)
- سركيس سركيسيان على موقع خلاصة التنس.كوم (الإنجليزية)
- سركيس سركيسيان على موقع أوليمبيديا (الإنجليزية)